# Parafia św. Mikołaja w Pichorowicach
Parafia św. Mikołaja w Pichorowicach – parafia rzymskokatolicka w Pichorowicach w dekanacie żarowskim w diecezji świdnickiej. Była erygowana w 1981 r. Jej proboszczem jest ks. Mariusz Kryśpiak.